# Trust (économie)
Pour les articles homonymes, voir Trust.
Un trust est une grande entreprise qui possède des positions fortes, voire dominantes, sur plusieurs marchés proches, au sein d'un secteur industriel. Le droit de la concurrence vise à lutter contre les trusts qui peuvent se rendre coupables d'abus de position dominante.

## Définition
Les trusts ont joué un rôle économique important dans les sociétés capitalistes du XIXe siècle. Un trust est une grande entreprise qui en a racheté d'autres, plus petites, afin de limiter la concurrence et gagner de l'ampleur au sein du marché. Les exemples sont nombreux : John Davison Rockefeller avec le pétrole ou Andrew Carnegie avec l'acier. Le banquier John Pierpont Morgan n'aimait pas non plus le « désordre » de la concurrence naturelle. Il s'appliqua à former d'énormes trusts, U.S. Steel, British American Tobacco, General Electric, International Mercantile Marine Co. dont le contrôle était le plus souvent très centralisé.
Le trust est différent du cartel, où plusieurs petites entreprises s'associent afin de gagner du pouvoir de marché, de manière à générer plus de profit.
Il existe deux types de concentration aboutissant à un trust :
- la concentration horizontale (rachat d'entreprises du même secteur).
- la concentration verticale qui consiste au rachat de toute la filière de production de la matière première au produit fini.

De façon générale, on assiste surtout au phénomène de concentration dans des périodes dites de dépression (voir Cycle Kondratiev), où des entreprises, fragilisées ou en faillite, se font plus facilement racheter.

## Principe du trust
Le plus gros producteur dicte sa loi aux autres membres de l'industrie et règne sur les maillons fractionnés situés en amont et en aval de la chaîne. Si l'un d'entre eux résiste, le volume de ses affaires diminue rapidement jusqu'à l'évincer totalement du marché afin qu'il se fasse racheter pour une bouchée de pain par celui-là même qui l'avait conduit à la perte.
Parce qu'il contrôle le marché concerné depuis l'exploitation de sa matière première, jusqu'au stockage et à la distribution du produit fini en passant par l'outil de transformation, le trust peut forcer le prix de vente à la baisse jusqu'en dessous du coût de production et aussi longtemps que nécessaire. Si la vente de ses produits à perte ne met pas nécessairement en danger le capital financier d'un trust, elle conduit rapidement les concurrents individuels à la faillite par la fuite de leurs clients, la perte des marchés puis de leur outil de production. La vente à perte est néanmoins illégale.
Une autre source du trust pourrait être le monopole naturel (soit une entreprise dont les coûts unitaires sont décroissants relativement à ses parts de marché), l'entreprise initialement dominante peut ainsi imposer un prix inférieur à celui de ses concurrents tout en restant rentable, ainsi cette entreprise gagne naturellement et légalement des parts de marché jusqu'à devenir un trust au détriment des consommateurs.